# Carlos Bustelo
Pour les articles homonymes, voir Bustelo.
Carlos Bustelo y García del Real, né le 21 octobre 1936 à Ribadeo, est un homme politique espagnol ayant appartenu à l'Union du centre démocratique (UCD).
Il est ministre de l'Industrie et de l'Énergie entre 1979 et 1980.

## Biographie

### Formation et vie professionnelle
Il passe avec succès sa licence en droit à l'université de Madrid en 1958. Cinq ans plus tard, il devient économiste auprès de l'Organisation pour la coopération et le développement économique (OCDE).
Il quitte ce poste en 1965, mais se voit nommé en 1968 directeur exécutif du Fonds monétaire international (FMI), une responsabilité qu'il occupe cinq ans.

### Débuts en politique
Initialement, il appartient au Parti social-démocrate de Francisco Fernández Ordóñez, après quoi il rejoint l'UCD. Au mois de juillet 1977, il est désigné sous-secrétaire du Commerce du ministère du Commerce et du Tourisme.

### Ministre de l'Industrie
Carlos Bustelo est nommé ministre de l'Industrie et de l'Énergie le 6 avril 1979 par Adolfo Suárez, dans le gouvernement où siège également son cousin Leopoldo Calvo-Sotelo. Il est remplacé dès le remaniement ministériel du 3 mai 1980 par Ignacio Bayón. Il intègre le Conseil d'État en 1980, puis devient président de l'Institut national de l'industrie (INI) en 1981.

### Entre secteur privé et hautes autorités
Relevé de ses fonctions en 1982 après la victoire électorale des socialistes, il rejoint le secteur privé. En décembre 2002, Mariano Rajoy le nomme président de la commission du marché des télécommunications (CMT), un poste dont il démissionne en mars 2005 pour protester contre le transfert de l'autorité à Barcelone. Le mois suivant, il devient président du tribunal de la concurrence de la Communauté de Madrid.